# Килобит в секунда
Килобит в секунда (kbit/s или kbps) е единица за измерване на скорост на предаване на данни, равна на 1000 бита в секунда (125 байта в секунда). Работата на модемите се измерва в kbps.
Близка единица е кибибит в секунда (kibps), която се базира на двоични префикси, и се равнява на 1024 бита в секунда.